# میچیرو اوشیما
میچیرو اوشیما (انگلیسی: Michiru Ōshima؛ زادهٔ ۱۶ مارس ۱۹۶۱) موسیقی‌دان اهل ژاپن است.